# Берунско-Ленджински окръг
Берунско-Ленджински окръг (на полски: Powiat bieruńsko-lędziński) е окръг в Силезко войводство, Южна Полша. Заема площ от 158,15 км2. Административен център е град Берун.

## География
Окръгът се намира в историческата област Горна Силезия. Разположен е в източната част на войводството.

## Население
Населението на окръга възлиза на 58 057 души (2012 г.). Гъстотата е 367 души/км2.

## Административно деление
Административно окръгът е разделен на 5 общини.
Градски общини:
- Берун
- Имелин
- Ленджини

Селски общини:
- Община Бойшови
- Община Хелм Силезки

## Фотогалерия
- Берун
- Имелин
- Ленджини